# Hepatocarcinoma
El carcinoma hepatocel·lular (CHC) o hepatocarcinoma és el tipus de càncer de fetge primari més freqüent en adults i actualment és la causa de mort més freqüent en persones amb cirrosi. CHC és la tercera causa de mort per càncer en l'àmbit mundial.
Es produeix en el context de la inflamació hepàtica crònica i està més estretament relacionat amb la infecció crònica per hepatitis vírica (hepatitis B o C) o l'exposició a toxines com l'alcohol, l'aflatoxina o els alcaloides de pirrolizidina. Algunes malalties, com l'hemocromatosi i la deficiència d'alfa 1-antitripsina, augmenten notablement el risc de desenvolupar un CHC. La síndrome metabòlica i l'EHNA també es reconeixen cada vegada més com a factors de risc per al CHC.
Com passa amb qualsevol càncer, el tractament i el pronòstic del CHC varien en funció de les característiques específiques de la histologia del tumor, de la mida, de l'extensió del càncer i de la salut general.
La gran majoria de CHC i la taxa de supervivència més baixa després del tractament es produeix a Àsia i l'Àfrica subsahariana, en països on la infecció per hepatitis B és endèmica i molts s'infecten des del naixement. La incidència de CHC als Estats Units i altres països en desenvolupament augmenta a causa d'un augment de les infeccions pel virus de l'hepatitis C. És més de quatre vegades més freqüent en homes que en dones, per motius desconeguts.